# Khasar
Khasar, citato anche come Kasar o Qasar o Hasar o Jo'chi Qasar (in mongolo Хасар; XII secolo), è stato un generale e condottiero mongolo fratello di Gengis Khan (Temüjin).
Secondo il Jami' al-tawarikh, il suo nome di battesimo era "Jo'chi" e ottenne il soprannome di "Khasar" per il suo coraggio. Fu anche chiamato Habutu Hasar (Хавт Хасар, Hasar l'abile (arciere)) perché era abile con l'arco.

## Biografia
La madre Hoelun, della tribù dei Merkit, da poco sposata con Yeke-Ciledu, fratello minore del capo della tribù dei Merkit, era stata rapita in una scorreria organizzata da Yesugei con l'aiuto dei suoi fratelli, Nekun-taiji e Daritai. Yesugei era il capo del clan Borjigin della tribù dei Kereiti, Mongoli praticanti il cristianesimo nestoriano. I due ebbero un primo figlio, Temujin, poi noto come Gengis Khan e poi altri quattro: i tre maschi Khasar, Khajiun e Temüge e la femmina Tamülün).
Al termine del viaggio per organizzare il matrimonio del primogenito Temujin, il padre Yesugei morì avvelenato da una tribù rivale. Hoelun doveva badare, oltre ai suoi cinque figli, anche ai due avuti dal marito da un'altra donna (Bekter e Belgutai) senza la protezione dei parenti, che non le diedero la minima assistenza. La donna insegnò ai suoi figli a procurarsi del cibo costruendo reti e altri strumenti per pescare.
La rivalità di Temujin con Bekter portò quest'ultimo a rubare la preda (un'allodola) dell'allora tredicenne Temujin, al quale nulla valse lamentarsi con la madre. Decise quindi di vendicarsi con l'ausilio di suo fratello, Khasar, allora undicenne, uccidendo il fratellastro che stava sorvegliando del bestiame.
In seguito i fratelli collaborarono all'ascesa di Temujin e Khasar divenne uno dei comandanti che aiutarono Gengis Khan nelle sue imprese belliche, partecipando ad esempio all'invasione della Corasmia.
I fratelli di Gengis Khan Khasar, Khajiun e Temuge ricevettero territori nella zona orientale dell'Impero Mongolo mentre i tre figli di Gengis Khan, Jochi, Chaghatai e Ögedei,  ricevettero territori nel margine occidentale. Questi ultimi videro una significativa espansione verso ovest, mentre i primi non ebbero così tanta terra da conquistare.
Khasar conquistò quella che in seguito sarebbe stata conosciuta come Manciuria, la Corea e i territori che sono attualmente controllati dalla Russia (nord della Corea).
La madre di Khasar, Hoelun, lo difese dalle accuse di slealtà derivanti da Teb Tengri, uno sciamano. Convinto da sua madre Hoelun e sua moglie Börte, che vedevano Teb Tengri come una minaccia alla successione dinastica, Genghis permise a Khasar e Temüge di uccidere Teb Tengri in un incontro di lotta.
A differenza dell'"ala destra" (la zona occidentale), dove le proprietà erano equamente divise, Temüge era favorito rispetto a Khasar e Khajiun nell'"ala sinistra" (la zona orientale). L'ulus (persone e secondariamente, territorio) di Hasar era significativamente più piccolo di quello di Temüge. Il suo territorio originario era situato a ovest dei Monti Khingan ed era circondato dai fiumi Ergune e Hailar e dal Monte Külün. Dopo la conquista della Cina, i principi del ramo di Khasar ebbero almeno altri due territori nello Shandong e nel Jiangxi, rispettivamente.